# Vexierbild

C. A. Gilbert: All is vanity

Ein Vexierbild (lateinisch vexare ‚plagen‘) ist ein Bild, das außer der offenkundigen Abbildung noch eine weitere, mehr oder weniger schwer zu entdeckende verborgene Abbildung enthält. Das Wörterbuch der Brüder Grimm beschreibt es als ein „bild mit einem in der zeichnung verborgenen betrug, scherz“.

## Geschichte
Vexierbilder waren im späten Mittelalter ähnlich den sogenannten Vexierliedern eine Möglichkeit der Zeichner, einen Missstand aufzuzeigen oder eine satirische Überspitzung zeichnerisch darzustellen, ohne sofort eine Strafe fürchten zu müssen. Die Vexierbilder dienten in diesem Sinne allerdings auch oft der Belustigung, indem man durch Drehen etc. eine andere Bedeutung des Gezeichneten wahrnehmen konnte. Franz Kafka wird aus seinem Tagebucheintrag aus dem Jahr 1911 zitiert: „‚das Versteckte in einem Vexierbild‘ sei ‚deutlich und unsichtbar‘: deutlich für den, der gefunden hat, wonach zu schauen er aufgefordert war; unsichtbar für den, der gar nicht weiß, daß es da etwas zu suchen gilt.“ In anderen Sprachen (Englisch, Französisch) wird Vexierbild einfach mit einem Rätsel- oder Suchbild gleichgesetzt.

## Arten

### Kompositbild
Unter einem Kompositbild versteht man ein Objekt, das aus anderen Objekten zusammengesetzt ist. Bekannte Beispiele sind die Gemäldeserien Vier Elemente und Vier Jahreszeiten von Giuseppe Arcimboldo.

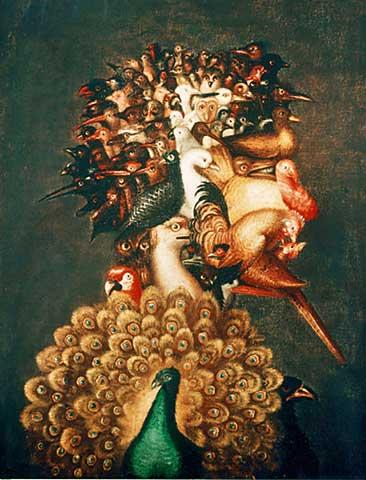
Die Luft aus Vier Elemente
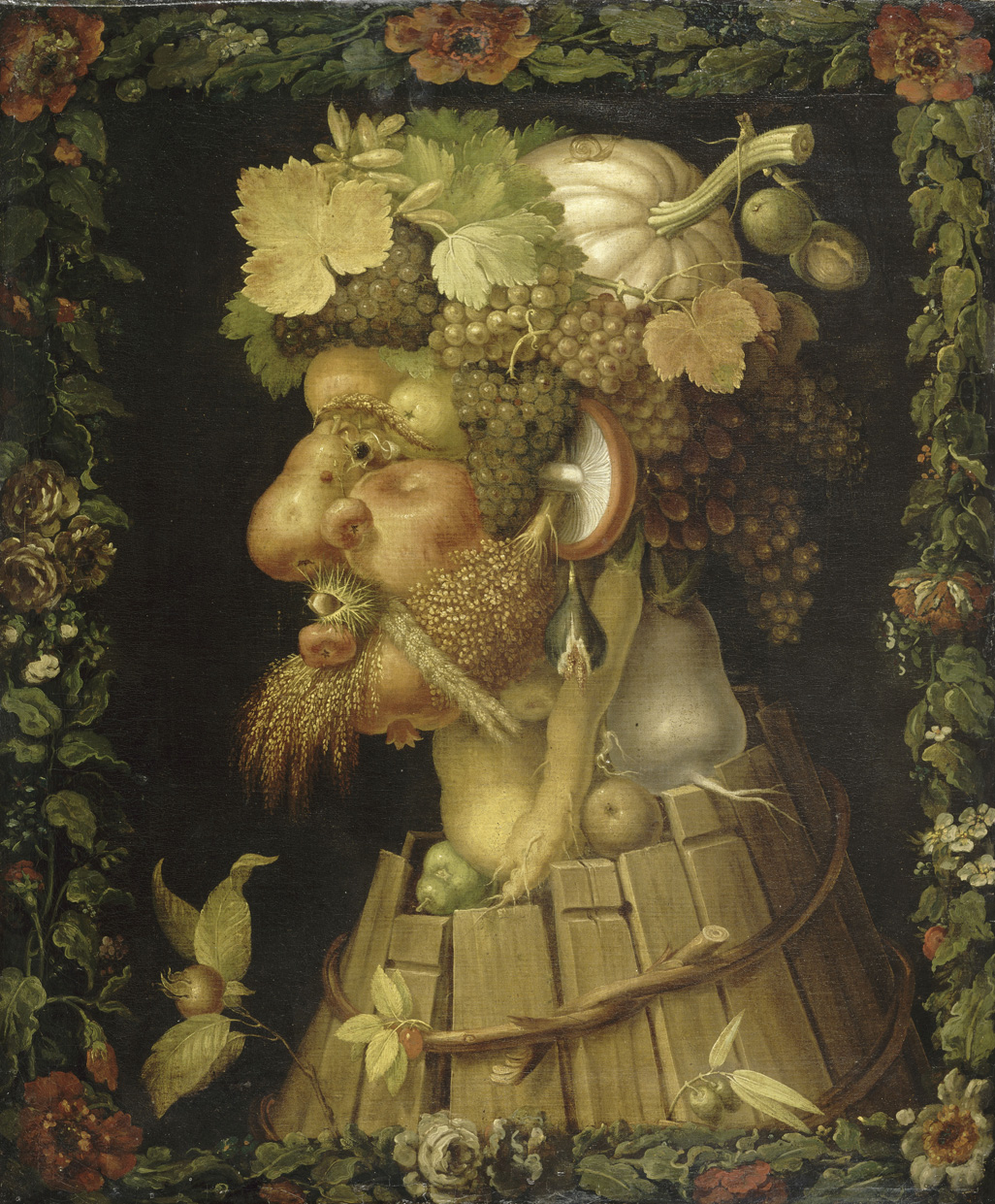
Der Herbst aus Vier Jahreszeiten

### Suchbild
Ein Suchbild enthält eine auf den ersten Blick nicht erkennbare Figur. Bekannt geworden ist etwa „Can you find the bear“, bei dem sich in einer winterlichen Landschaft mit Trapper auch ein Bär versteckt. Eine Variante ist das Wimmelbild, bei dem aus einer Fülle von Details heraus ein bestimmtes Objekt gefunden werden muss.

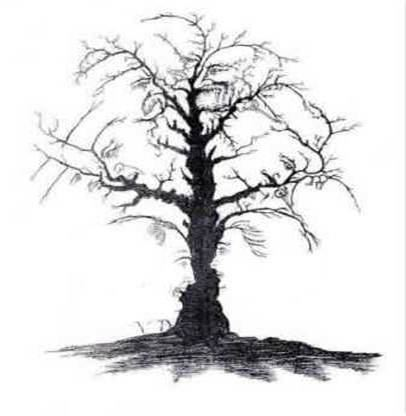
Baum mit Gesichtern
Wappen von Esbjerg, mit zwei Ankern
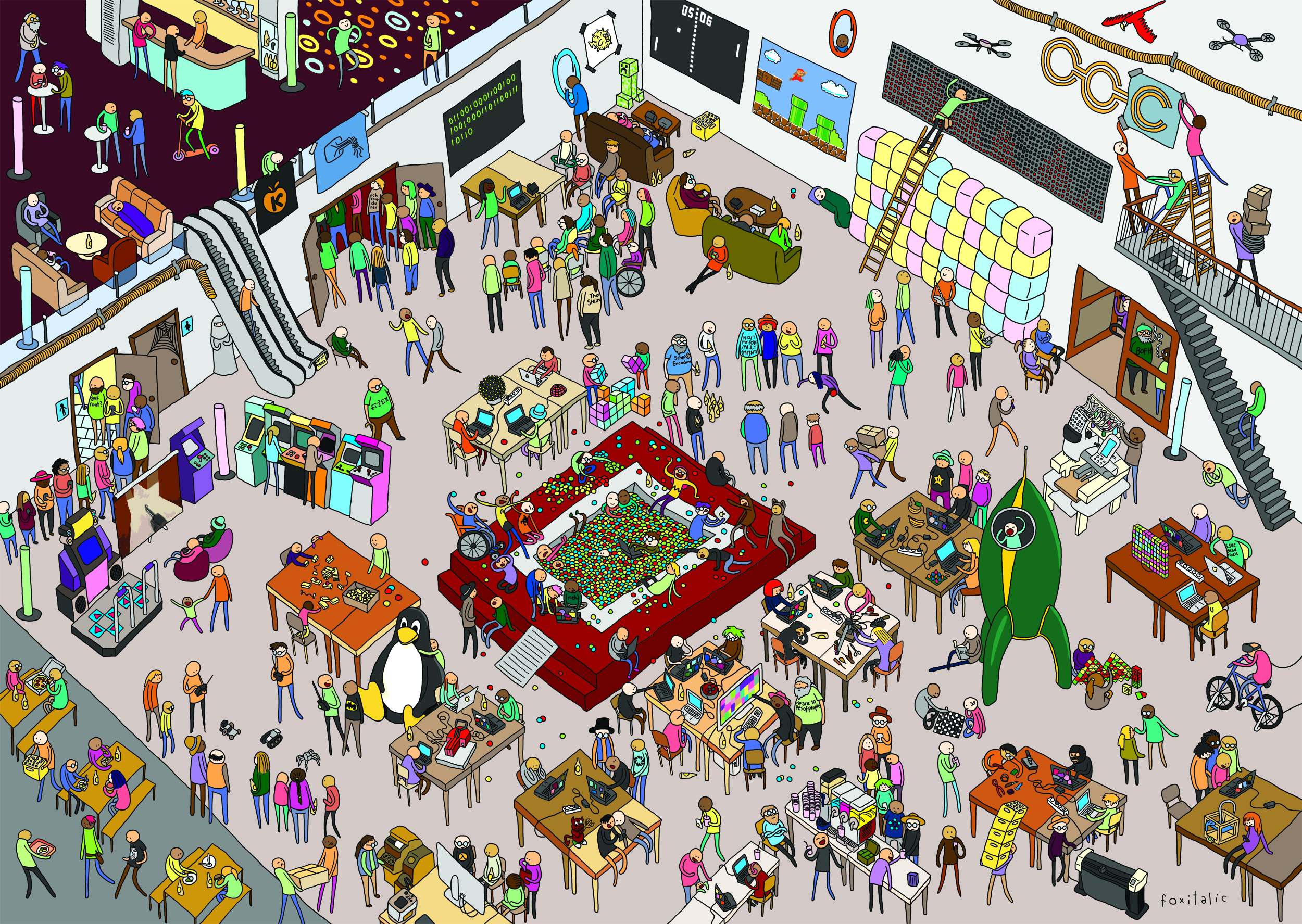
Wimmelbild

### Wendebild
Bei einem Wendebild ergibt sich bei Drehung um meist 180 Grad eine andere Bildaussage. Ein Beispiel für ein 90-Grad-Wendebild ist die Frosch-Pferd-Illusion.

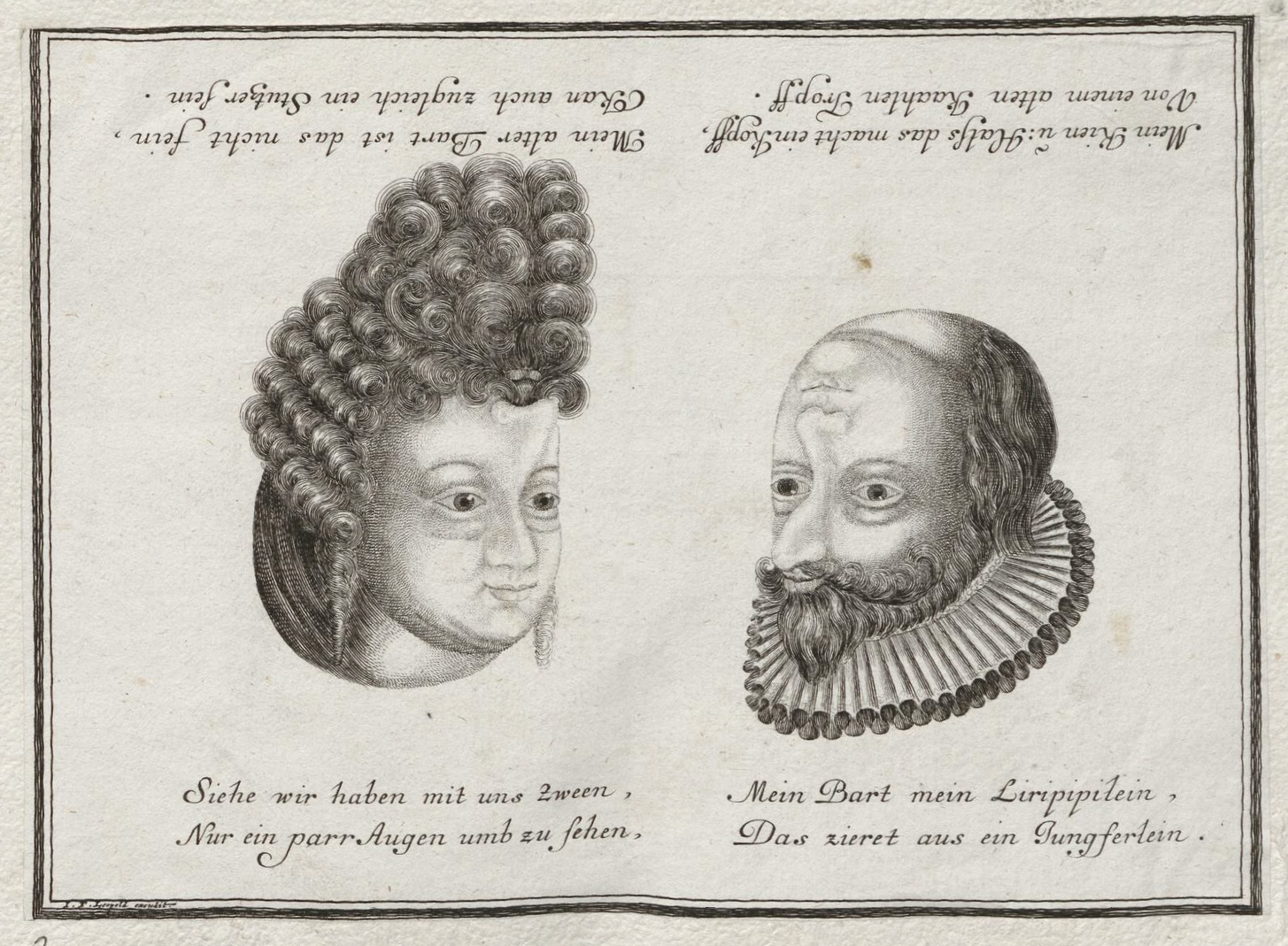
Druckgrafik aus der Fürstlich Waldeckschen Hofbibliothek
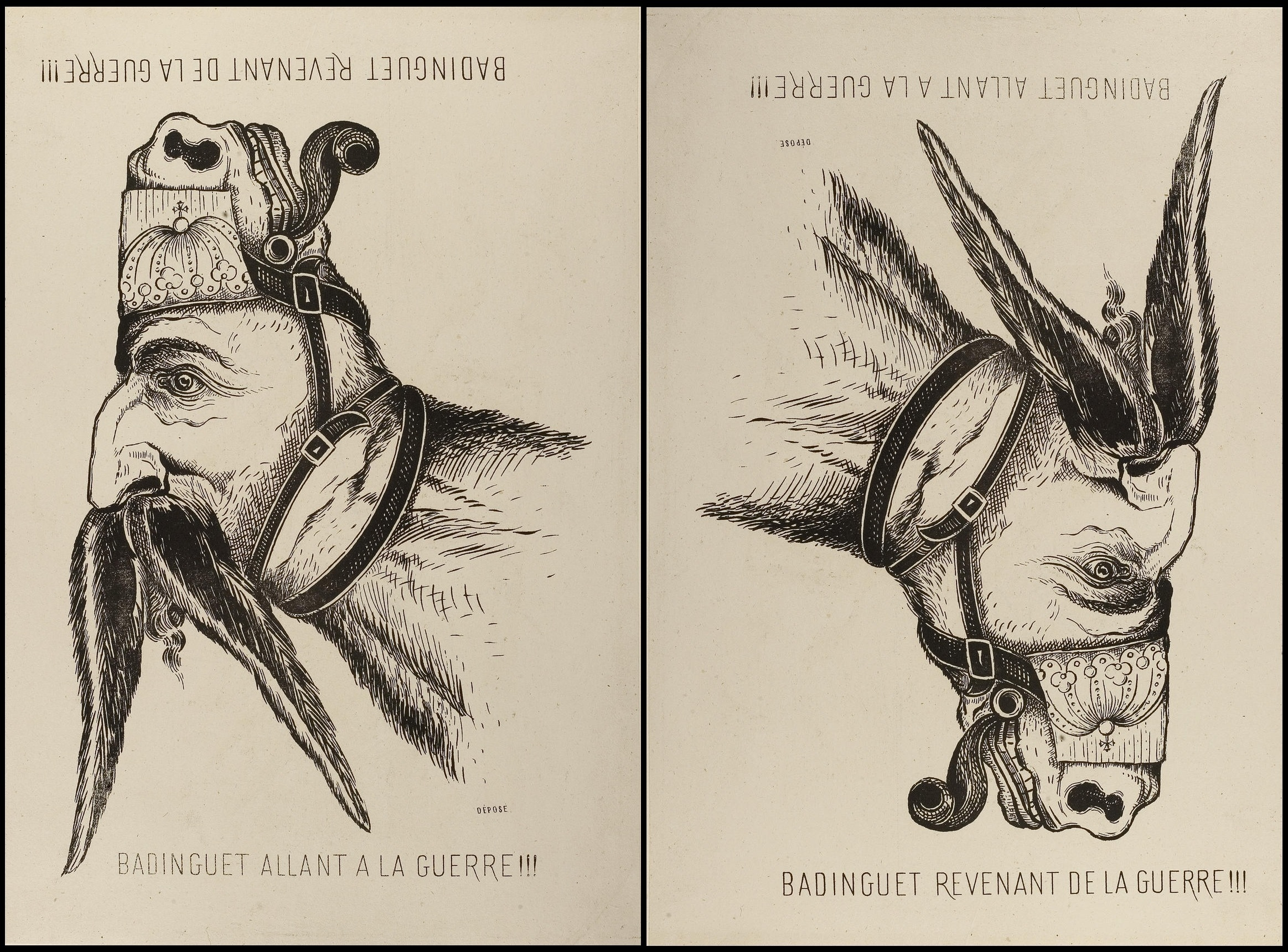
Französische Karikatur auf Napoleon III. von 1870
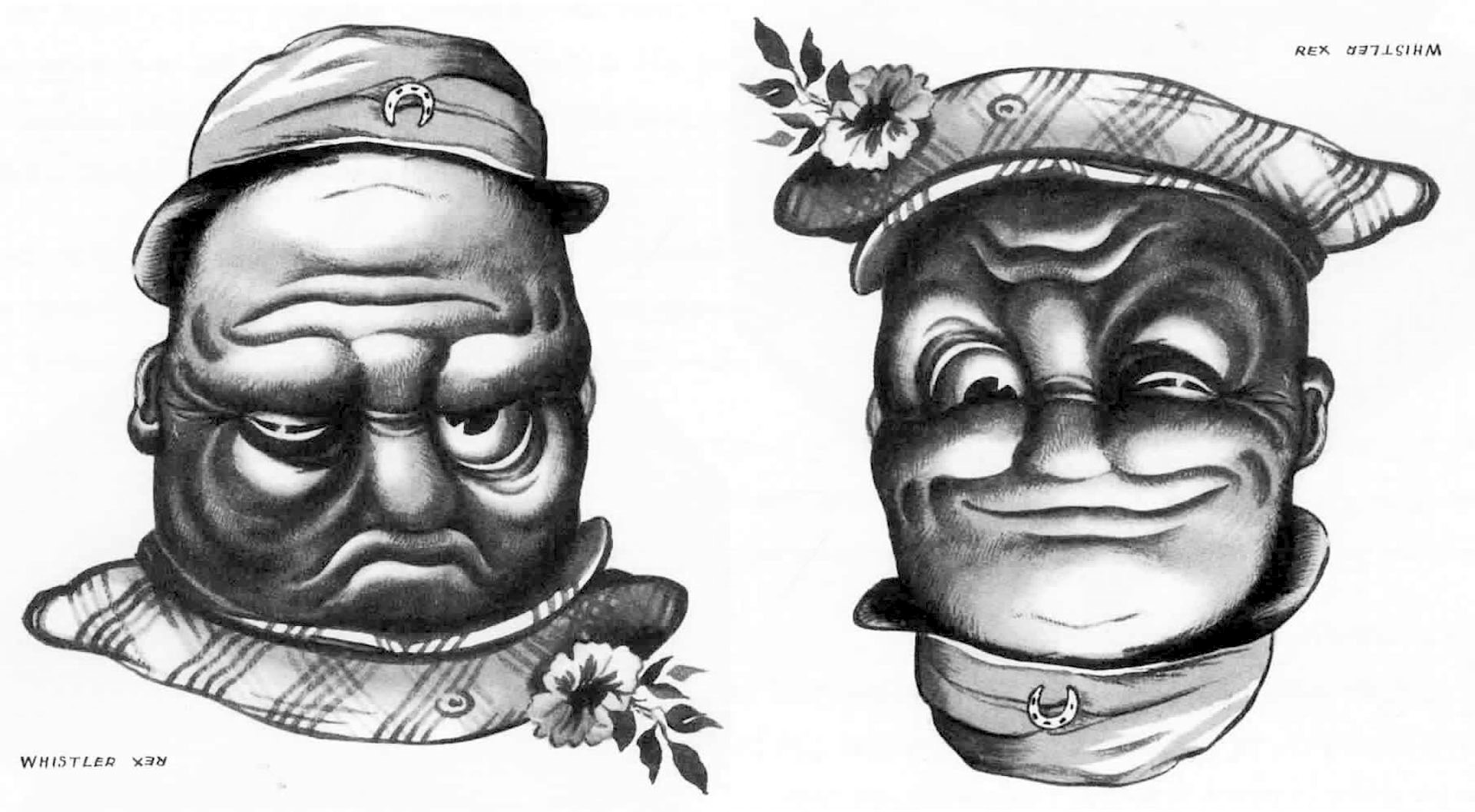
Rex Whistler: „Engländer und Schotte“
Rex Whistler: „Mad Wife & Farmer“ (rotierende Wendebilder)

### Kippbild
Bei einem Kippbild kommt der Wechsel der Bildaussage durch kognitive Prozesse beim Betrachter zustande – das Gehirn „schaltet“ zwischen (mindestens) zwei Deutungsmöglichkeiten des optisch Dargebotenen um.

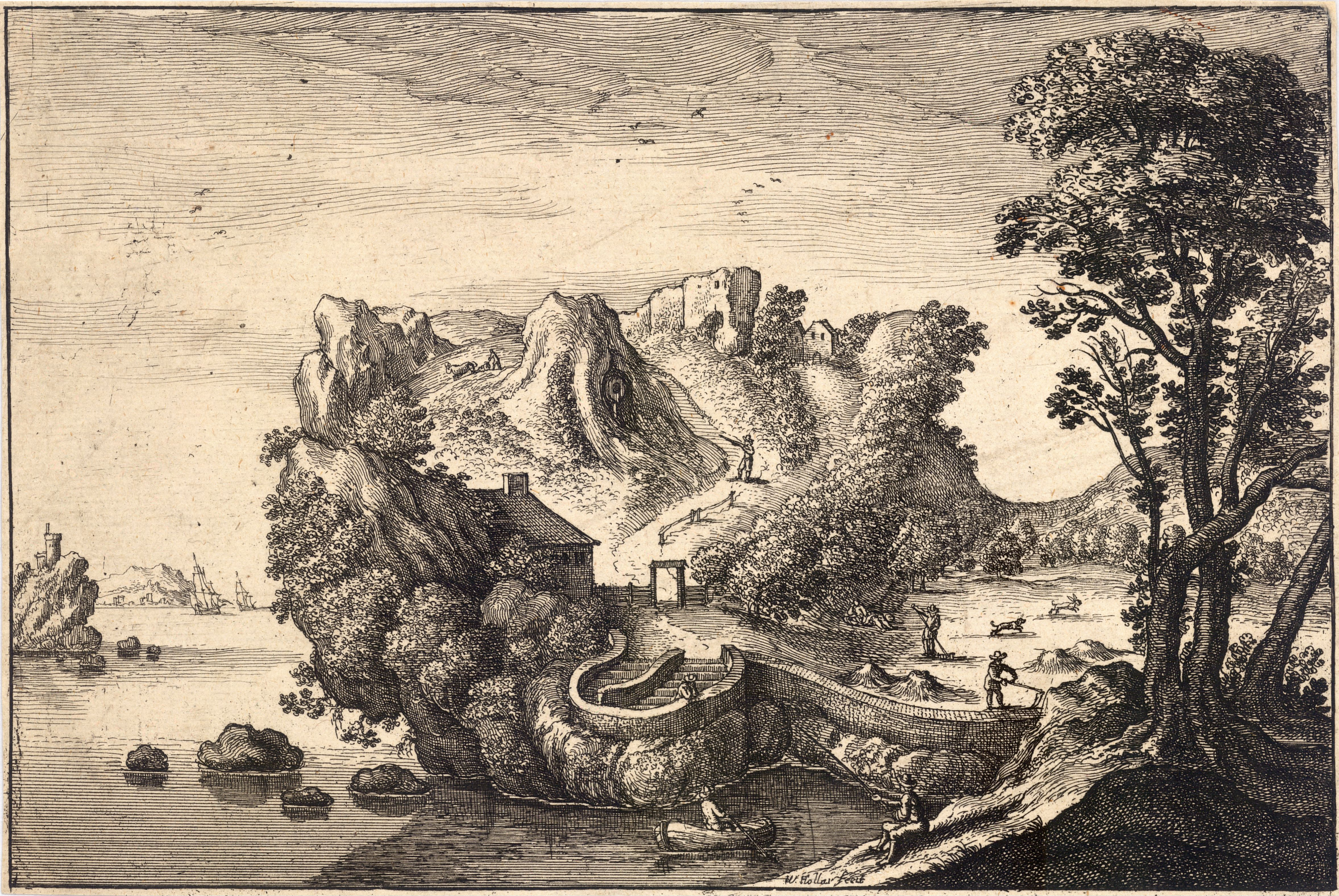
Wenzel Hollar: Landschafts-Kopf
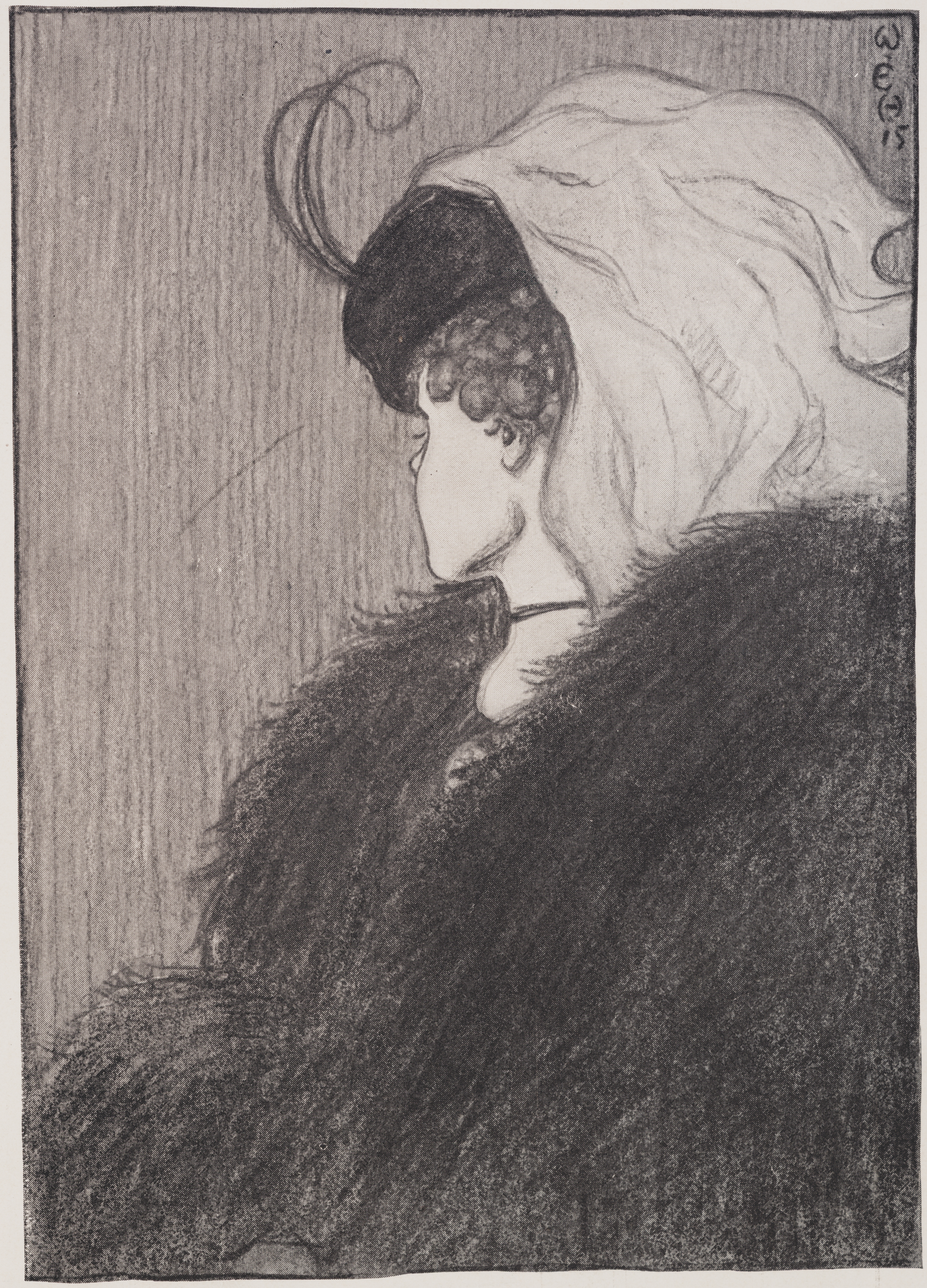
Meine Frau und meine Schwiegermutter von William Ely Hill
Rubins Vase, das wohl bekannteste Kippbild
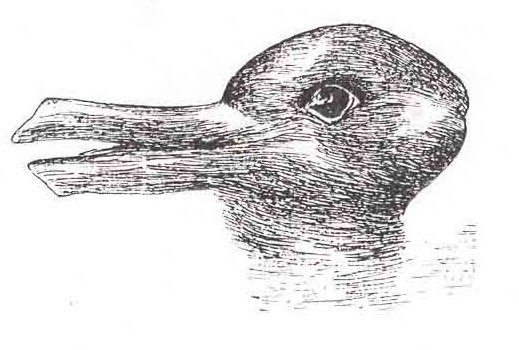
Kaninchen-Ente-Illusion von Joseph Jastrow

### Anamorphose und Stereoskopie
Eine Sonderform des Vexierbildes ist die Anamorphose, bei der bestimmte Bildinhalte nur unter einem bestimmten Blickwinkel bzw. mittels eines speziellen Spiegels oder Prismensystems zu erkennen sind. Verwandt sind die computergenerierten Stereogramme, die in den 1990er-Jahren durch die Buchreihe Das Magische Auge bekannt geworden sind und das darin durch eine spezielle Druckmethode verborgene 3D-Tierbild nur bei besonderer Betrachtungstechnik offenbaren.

Hans Holbein der Jüngere, Die Gesandten, Beispiel für Anamorphose. Der Totenkopf ist nur aus einem bestimmten Blickwinkel erkennbar…
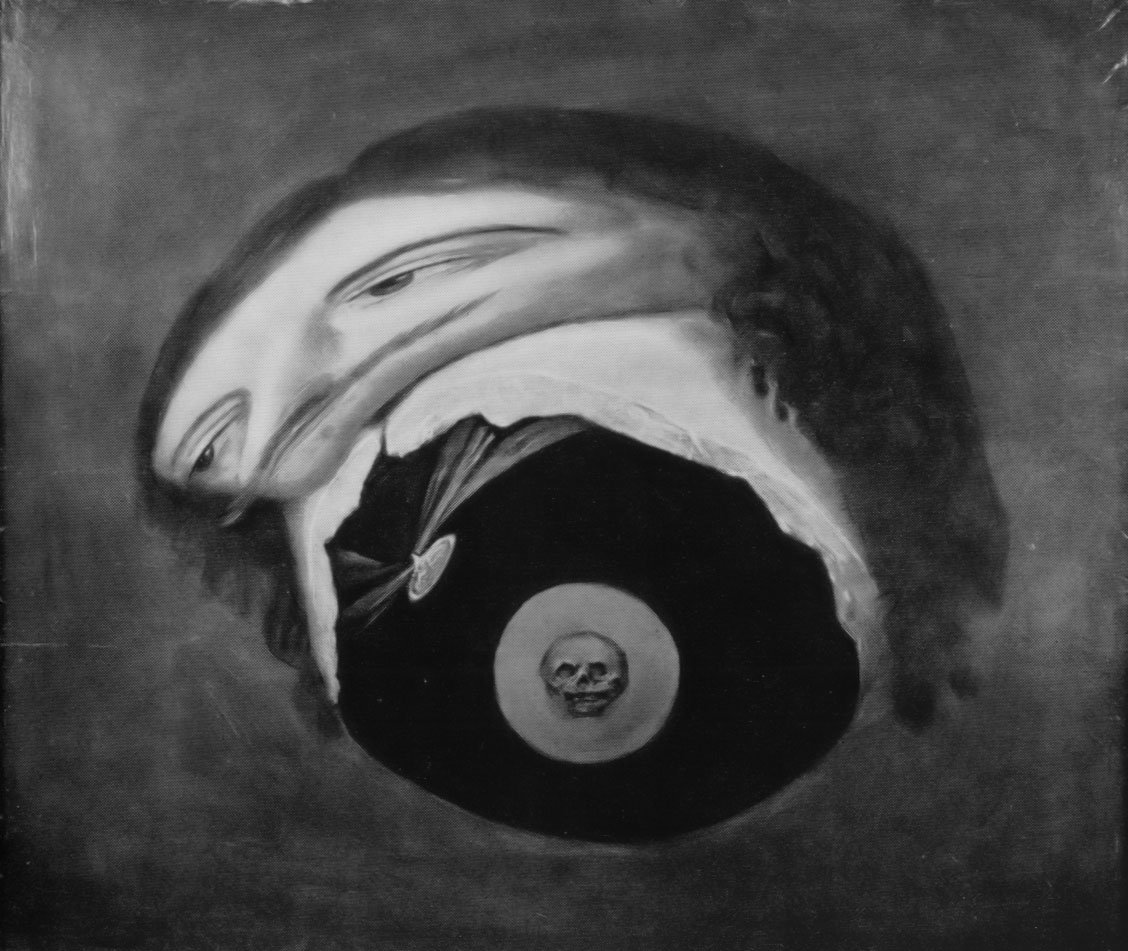
Anamorphotisches Porträt von Karl I. von England. Die Position für die Aufstellung des zylindrischen Spiegels ist durch den Totenkopf markiert.
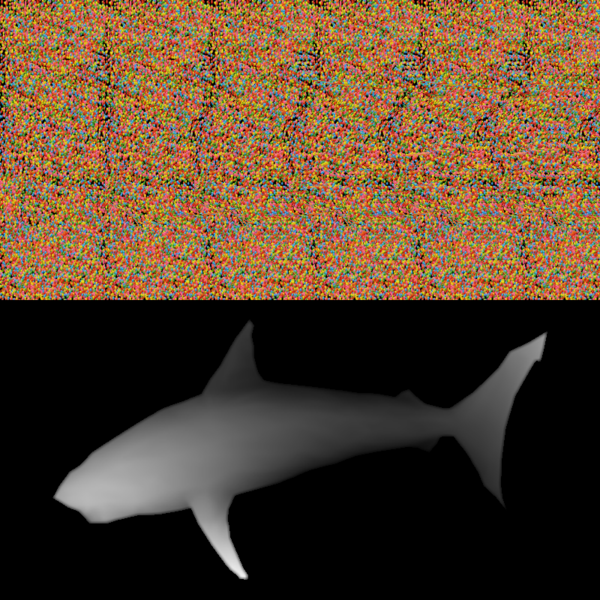
Beispiel aus Das Magische Auge – oben das Stereogramm, unten das darin verborgene 3-D-Bild